# Spilocaea
Spilocaea è un genere di funghi deuteromiceti le cui forme sessuali sono riconducibili a funghi ascomiceti della famiglia delle Venturiaceae.

## Specie principali
- Spilocaea concentrica
- Spilocaea fraxini
- Spilocaea oleaginea (sin. Cycloconium oleaginum)
- Spilocaea pomi
- Spilocaea pyracanthae